# Pierre Hadot
Pierre Hadot, (París, 21 de febrero de 1922 - Orsay, 24 de abril de 2010), fue un filósofo e historiador de la filosofía francés especializado en filosofía antigua, especialmente en Neoplatonismo.

## Trayectoria
Su madre era de Lorena, y sus primos hablaban alemán. Vinculado a la Iglesia inicialmente, fue un estudioso de filosofía en Alemania, donde conoció a su futura mujer, Ilsetraut.
Hadot ha ido poco a poco situándose entre las figuras más significativas de la historia de la filosofía. Fue director de estudios en la École Pratique des Hautes Études (EPHE) desde 1964 hasta 1986. En 1982 fue nombrado profesor de la máxima institución docente: el Colegio de Francia para una cátedra de Historia del pensamiento helenístico y romano (chaire d'histoire de la pensée hellénistique et romaine). Al retirarse, en 1991, recibió el título de profesor honorario del Collège.

## Pensamiento
Fue uno de los primeros autores en introducir el pensamiento de Ludwig Wittgenstein en Francia. Pero Hadot es sobre todo famoso por sus análisis de la concepción de la filosofía en la Grecia Antigua. Es un famoso traductor del griego. 
Hadot identificó y analizó de un modo muy original los "ejercicios espirituales" que entraron en juego en la práctica de la filosofía antigua, como puede verse en La philosophie comme manière de vivre. Su tesis central consiste en señalar que la filosofía antigua no es fundamentalmente una exposición de sistemas teóricos sino técnicas (ejercicios espirituales) con fines educativos concretos para formar el espíritu o la manera de existir en el mundo.
Se anticipó al interés tardío de Michel Foucault por esas prácticas, tal como aparecen en el segundo y tercer volúmenes de su Historia de la sexualidad), y también le sucedió recíprocamente a Hadot tras tratarlo en los últimos años de la vida de Foucault. 
Destacan los estudios de Hadot sobre Porfirio, Marco Aurelio y Plotino.

## Obra
(no se incluyen sus traducciones del griego)
- Porphyre et Victorinus. París, Institut d'Etudes augustiniennes, 1968.
- Exercices spirituels et philosophie antique. París, Etudes augustiniennes, 1981, ISBN 2-85121-039-4.
- La citadelle intérieure. Introduction aux Pensées de Marc Aurèle. París, Fayard, 1992. ISBN 2-213-02984-9.
- Qu'est-ce que la philosophie antique?. París, Gallimard, 1995, ISBN 2-07-032760-4.
- Plotin ou la simplicité du regard; 4ª ed. París, Gallimard, 1997. (Folio esais ; 302). ISBN 2-07-032965-8.
- Etudes de philosophie ancienne. París, Les Belles Lettres, 1998. ISBN 2-251-42007-X (artículos)
- Marc Aurèle. Ecrits pour lui même, fijado por Pierre Hadot, con Concetta Luna, París, Budé, 1998, ISBN 2-251-00472-6.
- Plotin. Porphyre. Études néoplatoniciennes. París, Les Belles Lettres, 1999. ISBN 2-251-42010-X. (artículos)
- La philosophie comme manière de vivre. París, Albin Michel, 2002. ISBN 2-226-12261-3.
- Exercices spirituels et philosophie antique, nueva ed. París, Albin Michel, 2002. ISBN 2-226-13485-9.
- Le voile d'Isis. Essai sur l'histoire de l'idée de nature. París, Gallimard, 2004. ISBN 2-07-073088-3.
- Wittgenstein et les limites du langage. París, J. Vrin, 2004. ISBN 2-7116-1704-1.
- Apprendre à philosopher dans l'antiquité. L'enseignement du Manuel d'Epictète et son commentaire néoplatonicien (con Ilsetraut Hadot). París, LGF, 2004, ISBN 2-253-10935-5.
- N'oublie pas de vivre. Goethe et la tradition des exercices spirituels, París, Albin Michel, 2002.